# 2727 Kirby
Le 2727 Kirby  est un gratte-ciel résidentiel (residential condominium) de 123 mètres de hauteur, construit à Houston au Texas de 2006 à 2009. Il comprend 90 logements.
L'architecte de l'immeuble est l'agence Ziegler Cooper Architects